# История на българите (Константин Иречек)
История на българите е историографско изследване (Дисертацията на Иречек е озаглавена „История на българите“. През 1875 г. завършва история с докторат в Карловия университет в Прага) излязло на чешки и немски за първи път през 1876 г. – годината на Априлското въстание.
Под заглавието История болгар след това се появява в два руски превода – единият на финландеца Брун и на българина Палаузов в Одеса , а другият на професор Яковлев във Варшава. Историята се появява на български в превод на Райнов и Бояджиев в Търново през 1886 г.
През февруари 1876 г. Марин Дринов прави първата рецензия на български учен върху чешкото и немското издание на „История на българите“.